# Newnan (Georgia)
Newnan település az Amerikai Egyesült Államok Georgia államában, Coweta megyében, melynek megyeszékhelye is. Lakosainak száma 42 549 fő (2020. április 1.).

## Népesség
A település népességének változása:

| 2010 | 33 039 |
| 2020 | 42 549 |